# Robert Catesby
Robert Catesby (Lapworth, 1573 – Holbeche, Staffordshire, 1605) fou un famós conspirador catòlic anglès.
Pertanyia a una antiga família catòlica; sofrí rudes persecucions per la seva fe religiosa. Estudià a Oxford, però per no professar el protestantisme no va poder graduar-se (1586); compromès en la conspiració d'Essex, fou condemnat a la forca, pena que se li commutà per una munta de 30.000 lliures.
Amargat per totes les vexacions de què fou víctima, es posà al front d'un nombrós grup de descontents, exercint considerable influència per la seva generositat, eloqüència i entusiasme per la fe catòlica, que el feren altament simpàtic a llurs companys, el mateix que el seu valor i entusiasme.
Quan adquirí el convenciment que Jaume I defraudava les esperances que en ell havien xifrat els catòlics, decidí desempallegar-se del monarca i de tota la seva cort, per la qual cosa el 1603 començà els treballs preparatoris de la famosa conspiració de la Pólvora, que es proposava fer volar el Parlament en l'obertura per al rei i la seva cort, i preparar la insurrecció general que havia d'esclatar seguidament.
Demostrà gran decisió i habilitat per preparar aquell agosarat cop de mà; confessà junt amb tots els conjurats que prestaren jurament, de no desistir en llur empresa, la qual en ser descoberta i trobada la mina oberta sota a del Parlament, originà la presó de Fawkes i l'obligà a fugir a Holbeche (Staffordshire), on resistí fortament contra el sheriff Richard Walsh encarregat d'empresonar-lo; lluità amb les armes a la mà fins a morir en el combat.